# Akcja „Panienka”

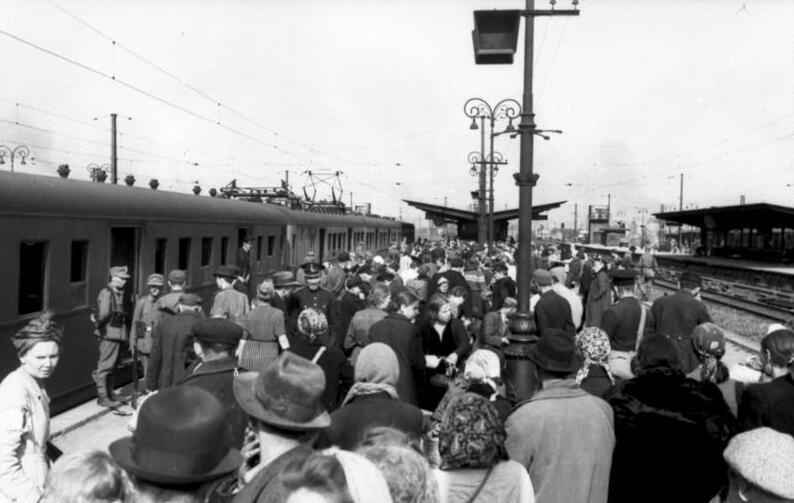
Stacja kolejowa Warszawa Zachodnia w czasie okupacji niemieckiej

Akcja „Panienka” – zamach przeprowadzony w okupowanej przez Niemców Warszawie 4 marca 1944 (w trakcie II wojny światowej) przez oddział Kedywu Armii Krajowej, na dowódcę posterunku niemieckiej Bahnschutzpolizei na dworcu Warszawa Zachodnia Karla Schmalza. W wyniku akcji Polacy zlikwidowali pięciu Niemców, nie ponosząc strat w ludziach. Dowódcą akcji był Kazimierz Jakubowski ps. „Kazik”.

## Historia

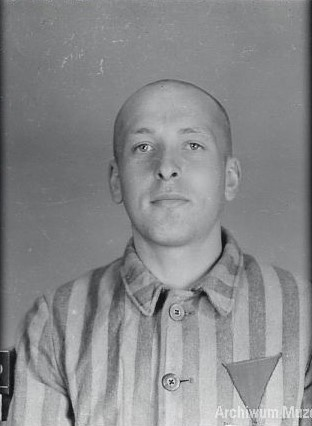
Krzysztof Sobieszczański ps. „Kolumb”, uczestnik akcji (zdjęcie wykonane w 1941 w KL Auschwitz)

Sadysta, Feldfebel Karl Schmalz był przezywany (ze względu na swoją specyficzną urodę) „Panienką”, stąd kryptonim akcji. Na śmierć skazał go podziemny sąd za torturowanie i zamordowanie wielu Polaków zatrzymanych w rejonie przydworcowym (m.in. kobiety i dzieci kradnące z wagonów towarowych węgiel do ogrzewania mieszkań), których liczbę szacowano na 100–200 osób. Świadomy tego, że grozi mu niebezpieczeństwo ze strony polskiego podziemia, starał się zachowywać środki bezpieczeństwa.
Dworcowa wartownia była ogrodzona drutem kolczastym i znajdowała się w pobliżu koszar niemieckich, a jej załoga była wyposażona w broń palną. Bardzo istotną rolę w umożliwieniu wykonania zamachu odegrało dwóch polskich kolejarzy, którzy mieli poinformować, kiedy Schmalz znajdzie się w posterunku. Akcja rozpoczęła się tuż przed godziną 11:00, 4 marca 1944, od sprawnego opanowania sąsiednich budynków Towarzystwa Asfaltowego oraz firmy „Sewerin”. Następnie AK-owcy nakazali podprowadzenie znajdujących się tam betoniarek jak najbliżej wartowni, by uruchomione zagłuszały strzały. Zamachu dokonał 17-osobowy oddział Kedywu, w tym 10-osobowy oddział wykonawczy, z którego dwóch AK-owców (Krzysztof Sobieszczański ps. „Kolumb” i Jan Barszczewski ps. „Janek”) przebranych było w niemieckie mundury (policyjny i Wehrmachtu), a trzeci udawał złapanego złodzieja kolejowego. We trzech weszli do posterunku dworcowego, odwracając uwagę przebywających tam Niemców, aby do budynku od tyłu mógł wtargnąć większy, 7-osobowy oddział AK. Główne „przedstawienie” odegrał Sobieszczański, znający język niemiecki, prowadząc z załogą rozmowę. Po wtargnięciu drugiej grupy AK-owców w kancelarii posterunku zastrzelono Schmalza oraz dwóch stawiających opór bahnschutzów , a w innym pomieszczeniu kolejnych dwóch Niemców. Zamachowcy oszczędzili jednego z Niemców (gdy zadzwonił telefon, odebrał go i powiedział, że Schmalz nie może teraz podejść) i bez strat własnych oddalili się, przejmując całą znalezioną w posterunku broń i amunicję . W akcji wzięli udział m.in. Stanisław Likiernik, Andrzej Englert i Leon Zubrzycki. Oddział wycofał się z ciężarówką załadowaną zdobycznym sprzętem po około ośmiu minutach od rozpoczęcia akcji wewnątrz wartowni. Pozostawienie przy życiu świadka zemściło się jednak jeszcze w tym samym miesiącu. Na ulicy rozpoznał on Kazimierza Jakubowskiego, który – razem z żoną – został później zatrzymany, a następnie zamordowany przez Niemców.
Akcja (z drobnymi różnicami) została przedstawiona w powieści Romana Bratnego Kolumbowie. Rocznik 20 i jej ekranizacji, serialu telewizyjnym pod tym samym tytułem (odc. 2).